# Eliséo Prado
Eliséo Prado (ur. 17 września 1929 w Buenos Aires, zm. 10 lutego 2016) – argentyński piłkarz, podczas kariery występował na pozycji napastnika. Reprezentant Argentyny.
Urodzony w Almagro (dzielnica Buenos Aires) Prado karierę piłkarską rozpoczął w 1948 w klubie River Plate, z którym pięciokrotnie - w 1952, 1953, 1955, 1956 i 1957 - zdobył mistrzostwo Argentyny.
Jako piłkarz klubu River Plate wziął udział w finałach mistrzostw świata w 1958 roku, gdzie Argentyna odpadła już w fazie grupowej. Prado zagrał tylko w meczu z Niemcami.
W 1959 przeniósł się do klubu Gimnasia y Esgrima La Plata, gdzie grał do 1962. W 1963 zakończył karierę w klubie Sportivo Italiano Buenos Aires.
Prado nigdy nie wziął udziału w turnieju Copa América.